# Zawi ibn Ziri
Zawi ibn Ziri (? -1037/1038) a été le fondateur de la dynastie ziride de Grenade, la taïfa de Grenade, il règne 1012 à 1019. Il est le frère de Bologhin qui règne en Ifriqiya et au Maghreb central. Tous deux sont des fils de Ziri ibn Menad, l’éponyme de la dynastie ziride. Zawi a su profiter des querelles dynastiques entre les Omeyyades de Cordoue pour créer son royaume indépendant à Grenade.

## Biographie

### Les origines
Le père de Zawi, Ziri ibn Menad était un officier au service des califes fatimides. Il est né à Achir, la ville que son père a fondée.
En 980, son frère Bologhin entreprend une grande campagne au Maghreb au nom des Fatimides. Almanzor, le tout puissant hajib (vizir) du calife omeyyade de Cordoue Hicham II, vient à Algésiras et fait se rassembler à Ceuta une armée formée de Zénètes dévoués à la cause omeyyade. Devant ce rassemblement de forces, Bologhin renonce à poursuivre sa campagne et repart vers Achir. Il décède sur le chemin du retour en mai 984 son fils Al-Mansur lui succède dans toutes ses attributions comme gouverneur du Maghreb et de l'Ifriqiya. Il confie le poste de gouverneur de Tahert à son oncle Abu al-Behar et celui d'Achir à son frère Itouweft. Les Zénètes et leurs alliés omeyyades reprennent rapidement les places perdues au profit de Bologhin, dont Fès et Sijilmassa.
Vers 990, Abu al-Behar, se révolte contre son neveu Al-Mansur. Il récuse la tutelle fatimide et se réfugie dans la province de Tlemcen, il envoie un de ses neveux en Espagne, afin de solliciter l'appui d'Almanzor. Le vizir fait porter des cadeaux et de l'argent au transfuge qui se trouve alors à Fès, avec le chef maghraoua Ziri ibn `Atiya qui a repris la ville. Au cours de l'année 992, Abu al-Behar se querelle avec ses alliés, il revient à Kairouan où Al-Mansur ben Bologhin le reçoit avec les honneurs et lui rend son gouvernement de Tahert.
En 995, Al-Mansur meurt, son fils Badis lui succède. Il attribue la ville d’Achir à son oncle Hammad ben Bologhin, et celle de Tahert à Itouweft.

### Passage en Espagne
Les oncles de Badis, Zawi et Maksan se rebellent contre lui. Avec leur appui, le Zénète Ziri ibn `Atiya, met le siège devant Tahert et prend la ville, puis il prend Tlemcen, Ténès et M'Sila où il fait proclamer la souveraineté du calife Hicham et de son vizir Almanzor. Ce dernier invite les révoltés à passer à Cordoue pour servir dans son armée. Badis riposte et met Ziri ibn `Atiya en fuite. Badis laisse à Achir ses oncles Hammad et Itouweft ainsi que ses grands-oncles dont Zawi. Il revient alors à Kairouan. En 999, Zawi et ses frères trament une révolte contre Badis et laissent Hammad seul. En 1001, Hammad vainc les rebelles. Zawi est contraint de se réfugier dans les montagnes aux environs de Miliana et passe en Espagne avec sa famille. Almanzor reçoit ces réfugiés avec empressement.
La hadjib Almanzor meurt en 1002, ses descendants lui succèdent et continuent de tenir le calife omeyyade Hicham II sous leur tutelle. Son fils Abd al-Malik al-Muzaffar lui succède puis son frère Abd al-Rahman Sanchuelo qui aurait empoisonné al-Muzaffar pour prendre sa place. Dès son accession au pouvoir, Sanchuelo fait ajouter au titre de An-Nasir ad-Dawla « défenseur de la dynastie » qu’il avait déjà celui de al-Ma’mun « En qui on a confiance. » Ensuite il se fait désigner comme successeur au trône califal par Hicham II. En 1009, un décret de Hicham II impose le port du turban à la cour. Ce décret est le prétexte que les opposants au calife vont saisir pour le renverser. Le lendemain de l’incident des turbans, Sanchuelo part en campagne contre le roi Alphonse V de León. Les opposant profitent de son absence pour renverser Hicham II et le remplacer par Muhammad II. À son retour, Sanchuelo est fait prisonnier et exécuté.
Muhammad II qui vient de prendre le pouvoir est à  son tour renversé par Sulayman la même année. Les coups d’État se succèdent : en 1010, Muhammad II revient au pouvoir avec l’aide des Catalans. Les Catalans partis, les Berbères et les Esclavons qui avaient mis Muhammad II  sur le trône, y remettent Hicham II.
En 1013, les Berbères, menés par Zawi, assiègent Cordoue, renversent Hicham II et remettent Sulayman sur le trône avec le titre de Al-Musta’în bi-llah. Pendant le pillage de la ville, Zawi va enlever la tête de son père Ziri de l’endroit où le calife Al-Hakam al-Mustansir l’avait fait placer en 971.

### La conquête de Grenade
En 1016, Sulayman est renversé par l’Hammudite Ali ben Hammud al-Nasir qui avait déjà le contrôle de Malaga. Les Berbères se divisent entre Zénètes et Zirides, les uns et les autres s’emparent des villes. Zawi qui occupait la campagne autour d’Elvira (Grenade), s’empare de la ville et en fait sa capitale.
En 1018, Ali ben Hammud al-Nasir est renversé par `Abd ar-Rahman “al-Murtadhâ” de la lignée omeyyade. Il a été aidé par les gouverneurs de Valence et de Saragosse. Il tente de prendre Grenade. Zawi, malgré une armée moins nombreuse, parvient à le repousser. `Abd ar-Rahman est alors vaincu et tué par Al-Qâsîm al-Ma'mûn, frère d'Ali ben Hammud al-Nasir.
En 1019/1020, Zawi qui regrette les pillages faits par ses hommes en Espagne, décide de rentrer en Ifriqiya. Il est reçu avec les honneurs par son parent, le sultan de Kairouan Al-Muizz ben Badis qui lui attribue l’un de ses plus beaux palais,.
En quittant l’Espagne, Zawi a laissé son fils en qualité de gouverneur. Ce dernier se rend tellement impopulaire que les habitants de Grenade se révoltent contre lui et font venir son cousin Habus ben Maksan qui fonde la nouvelle dynastie à Grenade.
Zawi meurt en 1037/1038.